# Aanbidding der Koningen (kunst)

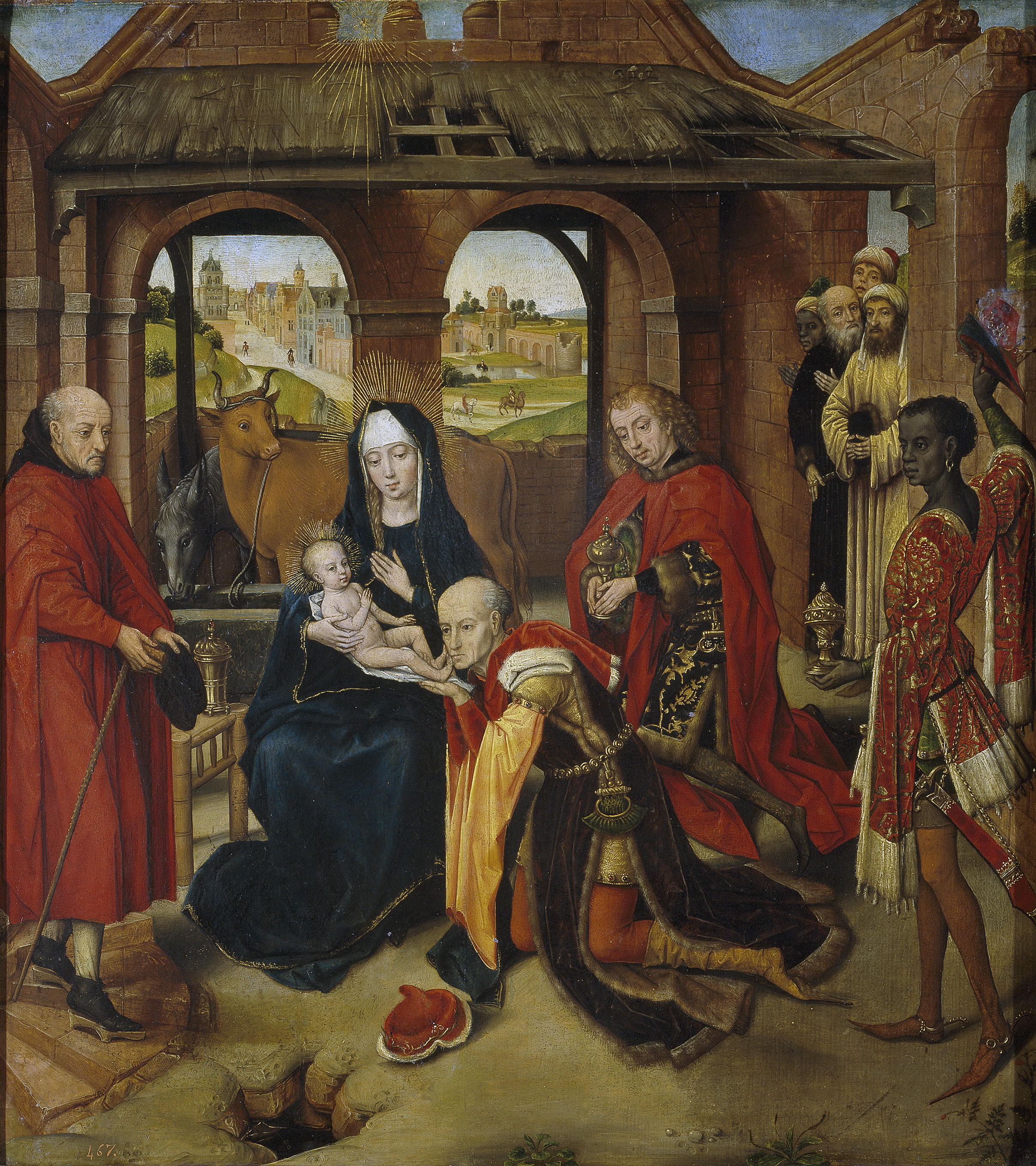
De aanbidding

De Aanbidding der Koningen (Latijn: A Magis adoratur) is de naam die van oudsher wordt gegeven aan een veelvoorkomend onderwerp in de christelijke beeldende kunst. Het toont de aanbidding van het kindje Jezus door de drie wijzen uit het oosten. Deze wijzen hebben de ster van Bethlehem gevolgd om de geboorteplaats van Jezus te vinden. Ze worden vooral in de westerse wereld van oudsher afgebeeld als koningen. Ook hebben ze goud, wierook en mirre, meegebracht, die zij vervolgens aan Jezus aanbieden. De voorstelling is ontleend aan het Bijbelverhaal over de geboorte van Jezus. In Matteüs 2:11 wordt hierover het volgende geschreven:
"Ze gingen het huis binnen en vonden het kind met Maria, zijn moeder. Ze wierpen zich neer om het eer te bewijzen. Daarna openden ze hun kistjes met kostbaarheden en boden het kind geschenken aan: goud en wierook en mirre."
Deze gebeurtenis wordt in kerkgemeenschappen in de westerse wereld gevierd op Driekoningen (6 januari). De oorspronkelijke, summiere overlevering in Matteüs 2:1-22 is in de christelijke beeldende kunst omgevormd tot een uitgebreid verhaal met een aantal steeds terugkerende iconografische kenmerken die niet in het oorspronkelijke Bijbelverhaal voorkomen, zoals de ezel en de os. Door de aandacht te vestigen op de koningen en hun onderwerping aan Jezus kon de Kerk benadrukken dat al vanaf zijn geboorte Jezus gezien werd als de koning van de aarde.

## Geschiedenis

### Oudheid

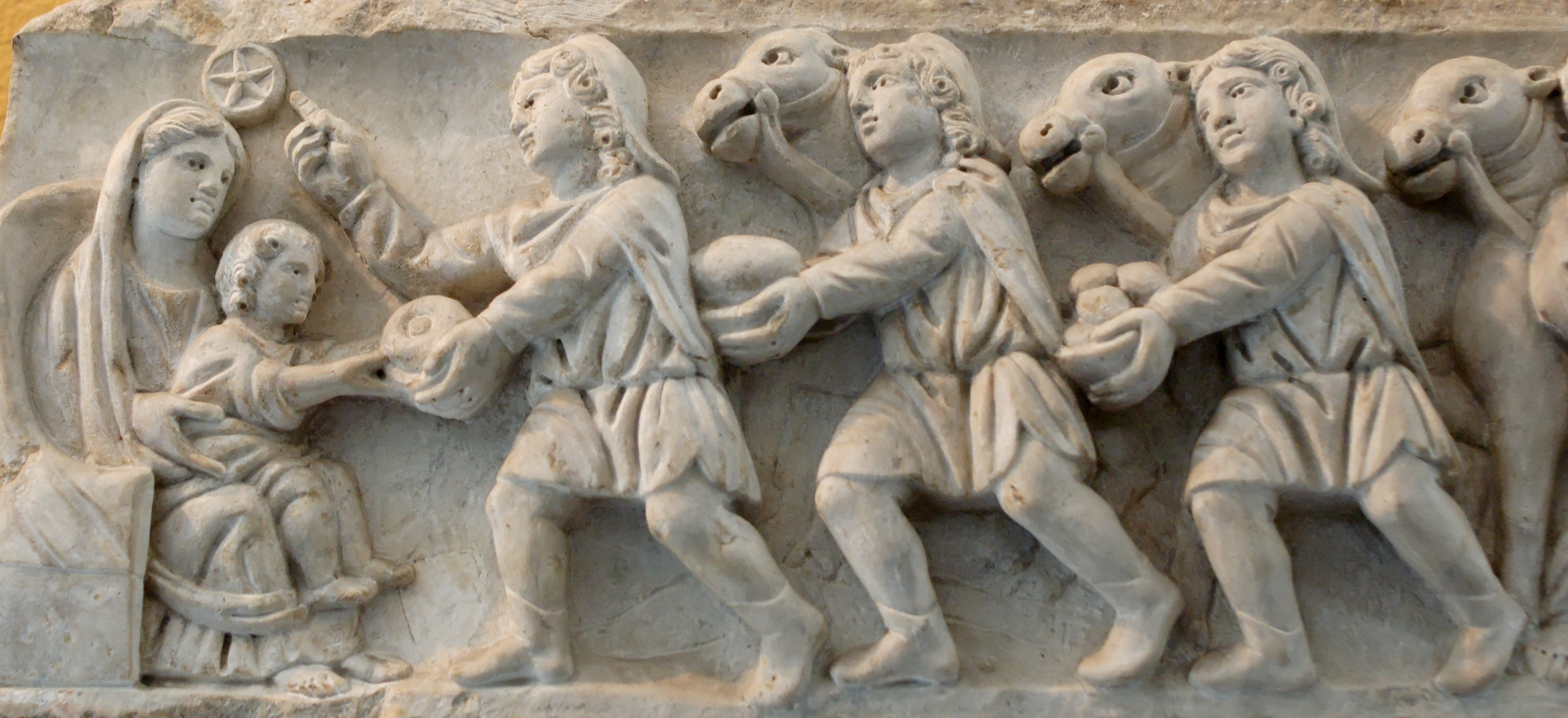
Aanbidding van het kindje Jezus door de drie wijzen, reliëf op een sarcofaag (4e eeuw), Vaticaan.

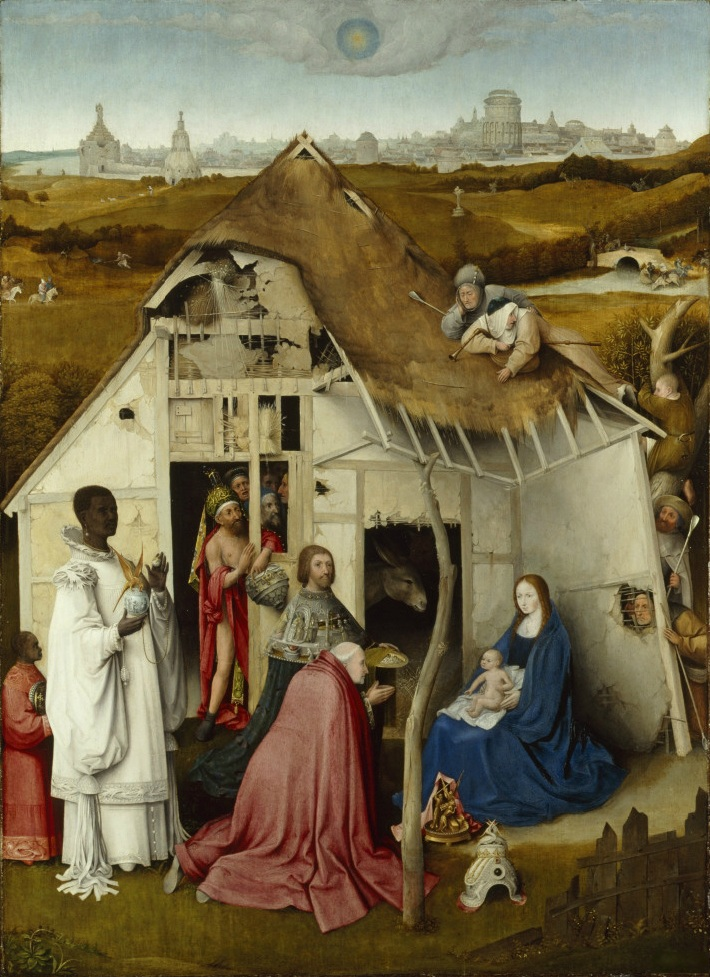
Aanbidding der Koningen naar Jheronimus Bosch.

Op de allereerste voorstellingen, uit de late oudheid, worden de wijzen afgebeeld van de zijkant (en profil). Ze hebben een Perzische broek aan en een Frygische muts op hun hoofd. Hun geschenken dragen ze voor zich uit en ze lopen achter elkaar aan. De alleroudste voorbeelden van dit soort voorstellingen zijn muurschilderingen in catacomben en reliëfs op sarcofagen, afkomstig uit de 4e eeuw. Dit soort voorstellingen zijn afgeleid van andere, niet-religieuze kunstwerken uit de late oudheid, waarop leden van barbaarse stammen zich onderwerpen aan de Romeinse keizer en hem gouden kransen aanbieden. Die niet-religieuze voorstellingen zijn op hun beurt weer verwant aan eeuwenoude voorstellingen, gemaakt door allerlei volkeren uit het Nabije Oosten en het Middellandse Zeegebied, waarop overwonnen volken geschenken aan machthebbers aanbieden.

### Middeleeuwen
In de 10e eeuw worden, voornamelijk in de westerse wereld, voor het eerst kronen op de hoofden van de wijzen afgebeeld, en daarmee dus als koningen gezien. Ook doet op deze afbeeldingen de kleding van de wijzen niet meer oriëntaals aan. Op Byzantijnse kunstwerken van na deze periode dragen de wijzen een soort ronde hoeden, met een platte bovenkant en zonder randen. Over de betekenis van deze hoeden wordt nog door kunsthistorici geredetwist. Tot deze tijd worden de wijzen ook nog als mannen van dezelfde leeftijd afgebeeld, maar hierna raakt het in zwang om elk van de drie een andere leeftijd te geven. Hiermee wordt verwezen naar het idee dat het leven van een mens opgedeeld kan worden in drie levensfasen: jeugd, volwassenheid, en ouderdom. Een bijzonder voorbeeld hiervan is te zien op de gevel van de kathedraal van Orvieto.
Vanaf de 12e eeuw worden de drie koningen af en toe afgebeeld als vertegenwoordigers van de drie op dat moment bekende delen van de wereld: Balthasar is dan vaak een jonge Afrikaan of Moor. De oude Caspar draagt kleding afkomstig uit het Midden-Oosten, en soms heeft hij ook nog weleens oosterse gelaatstrekken. Melchior is op middelbare leeftijd en vertegenwoordigt Europa. Deze manier van het afbeelden van de aanbidding wordt vanaf de 15e eeuw razend populair in Noord-Europa. Vanaf de 14e eeuw worden de koningen ook nog eens vergezeld door grote hofhoudingen, en de geschenken worden meegedragen in kostbare siervoorwerpen van goud. Ook is er veel zorg en aandacht besteed aan de rijk versierde kleding van de koningen. Vanaf de 15e eeuw wordt een voorstelling van de aanbidding gezien als een gelegenheid voor de kunstenaar om zijn vaardigheid tentoon te spreiden. Hierin kan de kunstenaar laten zien hoe hij omgaat met het schilderen van ingewikkelde, drukke groepen mensen, paarden en kamelen. Ook was dit bij uitstek een gelegenheid om verschillende texturen af te beelden; kleding van zijde en bont, de met juwelen ingelegde gouden kronen, het hout van de stal, het stro van de kribbe van Jezus, en de minder verfijnde kleding van Jozef en de herders.

## Variaties

### Toevoegingen
Aan de voorstelling worden ook vaak allerlei dieren afgebeeld; meestal zijn de os en de ezel te bezichtigen, maar vaak ook worden daar allerlei dieren uit de hofhouding van de koningen aan toegevoegd, zoals paarden, kamelen, honden en valken. Ook worden er weleens vogels aan toegevoegd in de spanten van de stal. Vanaf de 15e eeuw worden de aanbidding der koningen en de aanbidding der herders (uit het evangelie volgens Lucas, 2:8–20) vaak samengevoegd tot één schilderij. Dit geeft de kunstenaar de mogelijkheid om meer mensen en dieren aan het schilderij toe te voegen. In een aantal composities worden de twee voorstelling tegen over elkaar gezet, of ze dienen in een triptiek als de zijpanelen van een middelste voorstelling, meestal de geboorte van Jezus zelf.

### Verwante onderwerpen
De "aanbidding" is meestal het onderwerp van schilderijen waarop de wijzen staan afgebeeld, maar soms wordt hun aankomst ("Optocht der Drie Koningen") afgebeeld in de verte. De reis van de wijzen, af en toe samen met hun hofhouding afgebeeld, is ook weleens het hoofdonderwerp van een schilderij waarop de geboorte van Jezus zelf niet wordt getoond. Een aantal minder gebruikelijke voorstellingen tonen de droom van de wijzen of hun ontmoeting met Herodes.

### De Zwarte Koning

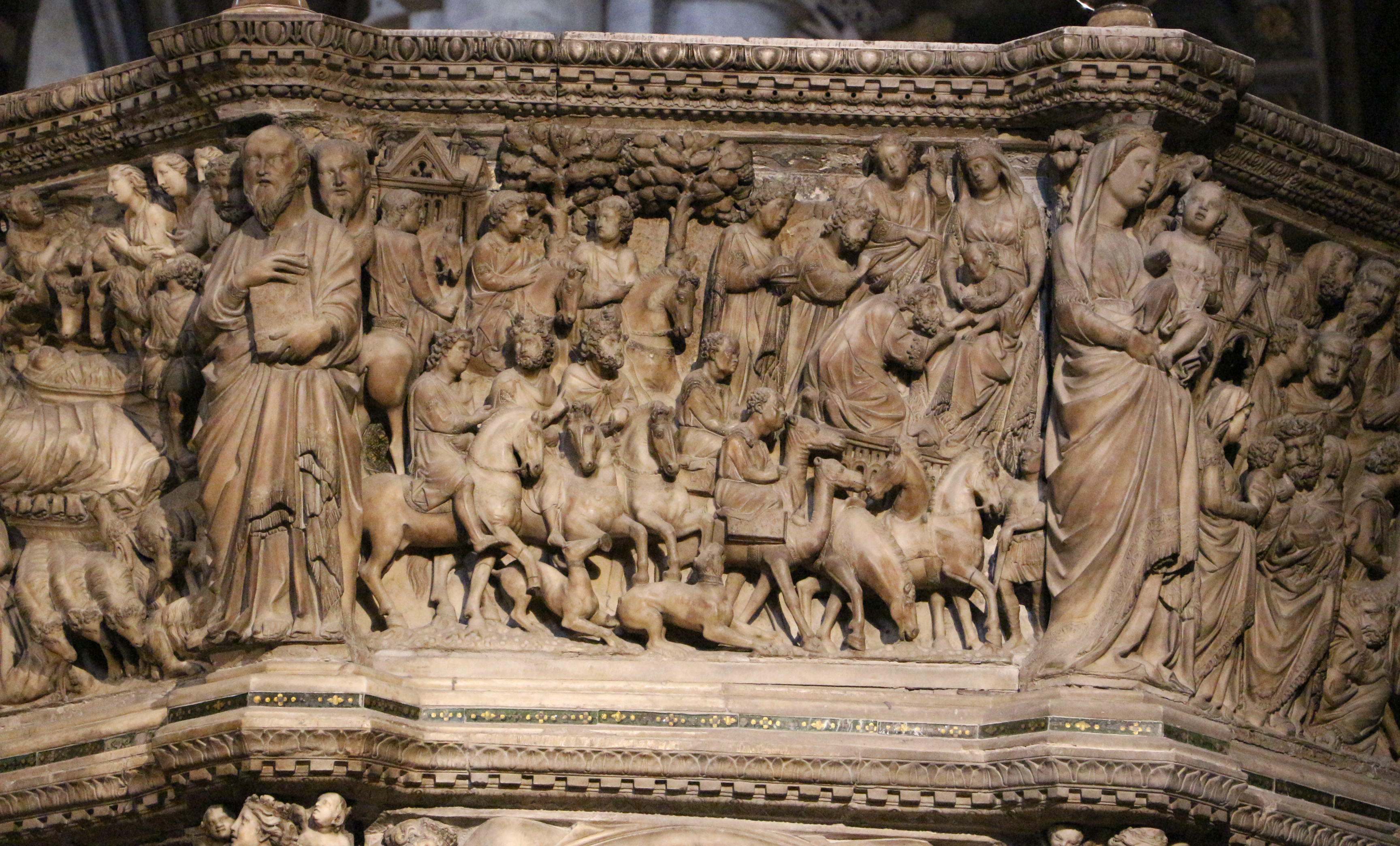
De reis en de aanbidding van de Drie Koningen, Nicola Pisano, 1238-1277, Siena, Italië

Volgens vroegmiddeleeuwse legenden zou een van de drie koningen die in Bethlehem hulde brachten aan het Christuskind afkomstig zijn uit Afrika. Het beeld van een donkere of zwarte koning is ontleend aan een passage van Pseudo-Bede, waarin hij staat beschreven als: "de derde, een donkere, bebaarde koning genaamd Balthasar." Dezelfde figuur werd later geïdentificeerd (volgens de commentaren op Psalmen 68(67):31 en 72(71):9-10 en op Bede zelf) als een Ethiopiër of zwarte Afrikaan. Maar ondanks deze en andere schriftelijke beschrijvingen van de koning als zwarte man, bleven Europese kunstenaars hem eeuwenlang als een witte man afbeelden. In de vroegste voorbeelden van de Aanbidding der Koningen in Europese kunstgeschiedenis zijn de drie koningen vrijwel identiek. Alleen Caspar, de oudste, onderscheidt zich door zijn grijze baard en iets langere gewaden.

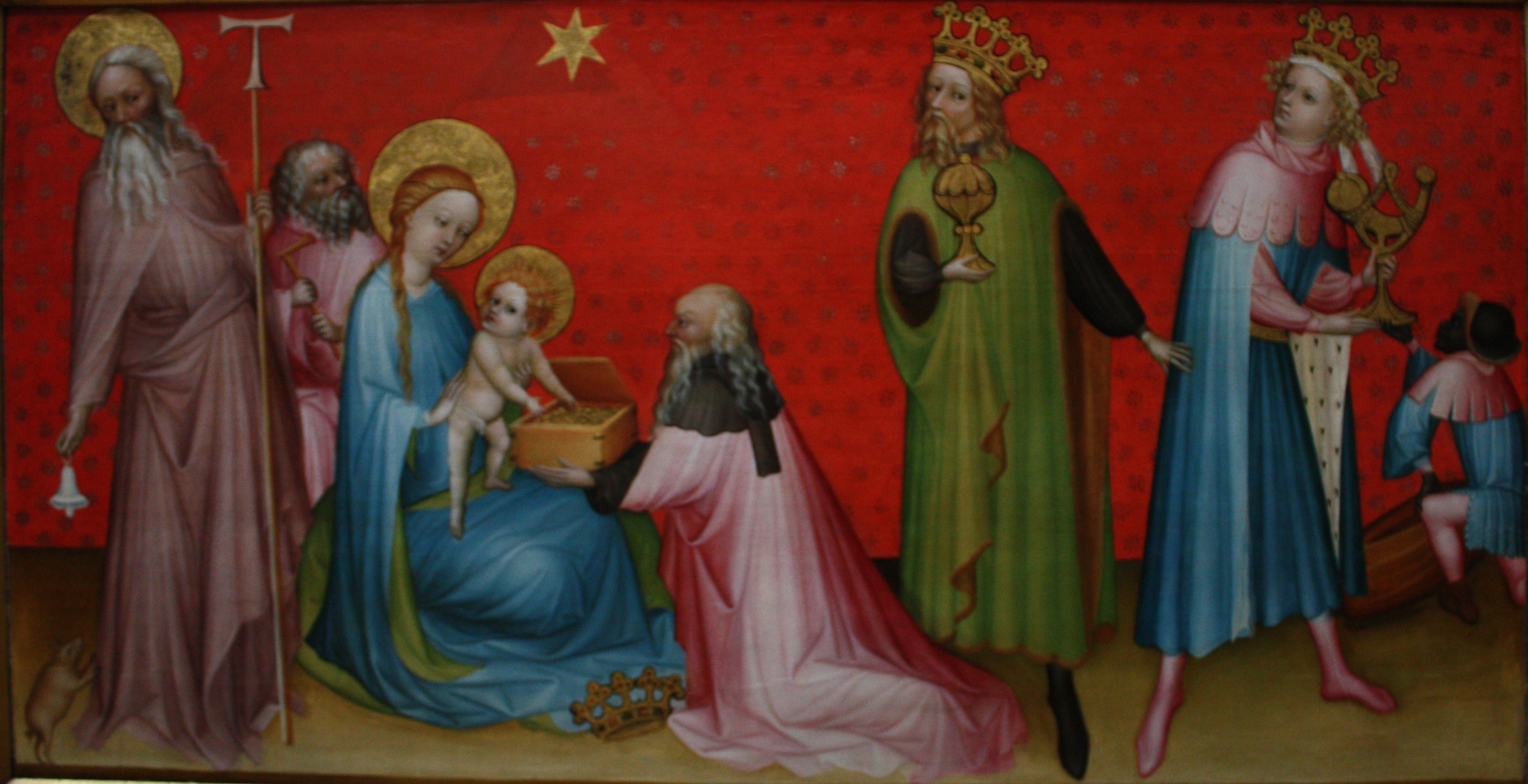
The Adoration of the Magi with Saint Anthony Abbot, Franco-Flemish Master, ca. 1400, The Getty Center, Los Angeles, Californië, Verenigde Staten

Bijna duizend jaar lang werden alle drie de koningen afgebeeld als een wit individu. Daarna verschenen er verschillende variaties de Aanbidding der Koningen, tot dat Europese kunstenaars een van de koningen uiteindelijk als een zwarte man begonnen af te beelden. Zo was er in de Europese kunst voor het eerst sprake van een associatie met de Afrikaanse achtergrond van een van de drie koningen in 1266. Toen beeldhouwde de kunstenaar Nicola Pisano twee Afrikaanse bedienden in Aanbidding der Koningen scene. De gelaatstrekken en haardracht van deze bedienden identificeren hen duidelijk als Afrikanen. Deze identificatie wordt nog extra benadrukt door de kamelen waarop zij rijden, terwijl de andere personages op paarden rijden. Dit fenomeen: de koningen wit afbeelden, maar dan wel een van hen met Afrika associëren door hem af te beelden met een zwarte Afrikaanse bediende, is terug te vinden in andere voorbeelden in de Europese kunst van de daaropvolgende eeuwen. In de Adoration of the Magi with Saint Anthony Abbot, 1390-1410, door een onbekende Franco-Vlaamse Meester, is te zien hoe de jonge witte koningen wordt vergezeld door een page met een zwarte huidkleur. Dit getuigt van het feit dat de kunstenaars op de hoogte waren van de theologische geschriften die hem beschrijven als Afrikaan, maar iets weerhield hen ervan om de koning zelf als een zwarte man af te beelden.

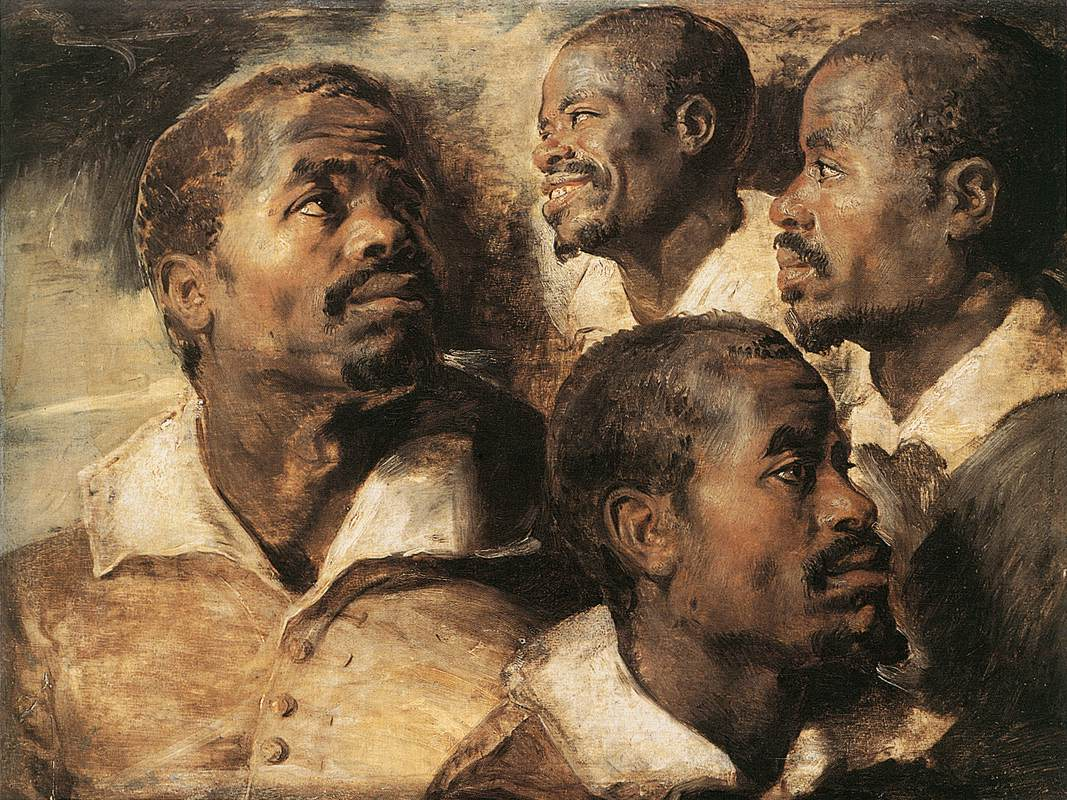
Vier studies van het hoofd van een Moor, Peter Paul Rubens,1614/1616, Koninklijke Musea voor Schone Kunsten van België, Brussel

In de late middeleeuwen zien we in manuscripten een groeiend aantal afbeeldingen waarop een van de drie koningen wordt geschilderd als een Afrikaanse man. Dit zijn de eerste representaties van een zwarte koning in de Europese kunst, maar de representatie van de zwarte koning in afbeeldingen van de Aanbidding der koningen werd geen standaard iconografie tot de zestiende eeuw. Deze periode valt samen met de opkomst van de Afrikaanse slavenhandel dat eind van de vijftiende eeuw plaatsvond. Kunsthistoricus Paul Kaplan deed baanbrekend onderzoek naar de link tussen de afbeelding van de zwarte koningen en de opkomst van de slavernij. Daarnaast heeft de tentoonstelling Balthazar: A Black African King in Medieval and Renaissance Art die in het Getty Center in Los Angeles, Californië plaatsvond tussen november 2019 en februari 2020 onderzocht hoe de afbeelding van een zwarte koning samenviel met de opkomst van de slavenhandel door schilderijen te exposeren waarin inderdaad de zwarte koning te zien is.

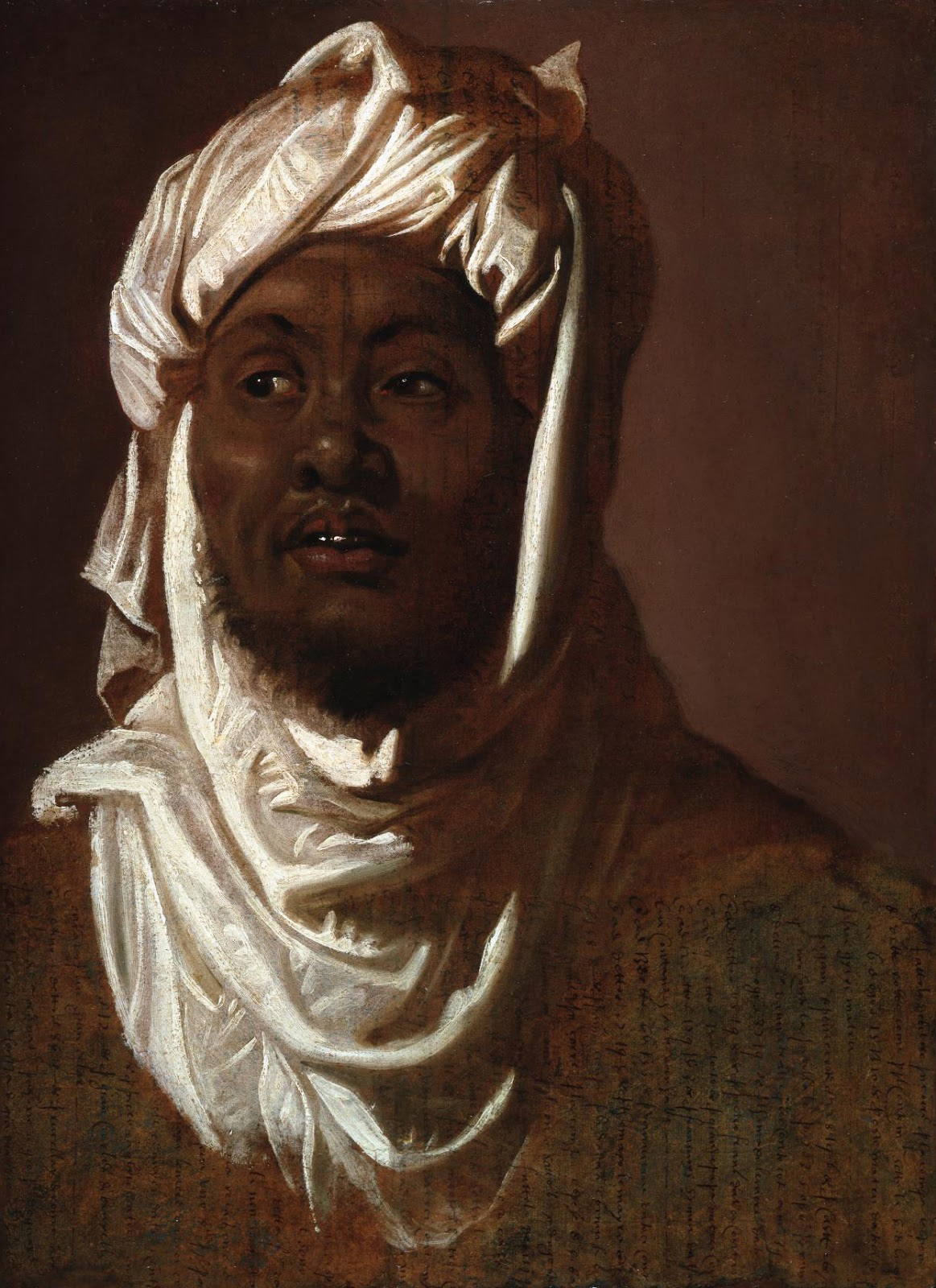
Een studie van het hoofd van een Moor met tulband, Peter Paul Rubens, 1609, olie op papier, London, Private Collection

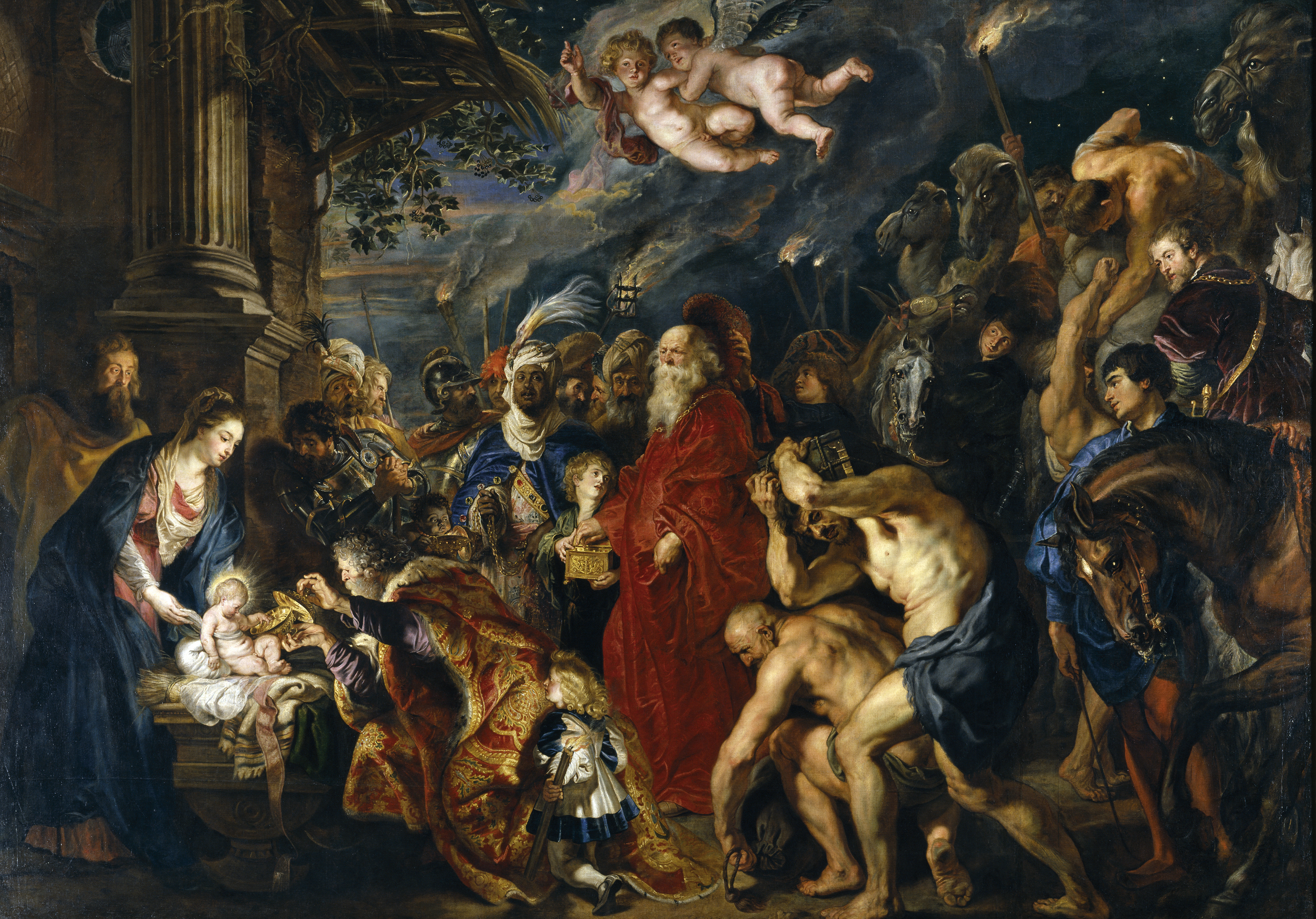
Aanbidding der Koningen, Peter Paul Rubens, 1609, Museo Nacional del Prado, Madrid, Spanje

Naarmate de aanwezigheid van zwarte mensen in Nederland toenam, werden zij steeds meer het onderwerp in kunstwerken. Voorbeelden hiervan zijn te vinden in het werk van Peter Paul Rubens. Ook hij heeft meerdere keren de scene de Aanbidding der Koningen geschilderd. Inmiddels is de zwarte koning een van de bekendste zwarte personages uit de kunstgeschiedenis. Tijdens de tentoonstelling Black is Beautiful: Rubens tot Dumas die plaatsvond in de Nieuwe Kerk van Amsterdam in 2008 waren meerdere versies van dit Bijbelse thema te zien, onder andere van Rubens. Rubens was gevestigd in Antwerpen, een metropool waar in zijn tijd inmiddels ook veel Afrikanen waren verscheept. Dit betekende dat het voor hem, en schilders in zijn omgeving, mogelijk was om naar levende modellen te schilderen. Rubens wist hierdoor de manier waarop zwarte mensen in de kunst verbeeld werden naar een hoger niveau te tillen. Een bekend voorbeeld hiervan is de bekende olieverfschets Vier studies van het hoofd van een Moor, 1940. Rubens overtreft hier al zijn voorgangers, zowel door zijn kleurgebruik voor de huid, als door de authenticiteit in de uitdrukkingen van de man. Het merkwaardige hier is dat een Rubens-tronie meestal een neutrale blik heeft, zodat het inpasbaar en herbruikbaar is. Maar Rubens had duidelijk interesse in de psychologie van deze man. Een andere tronie van Rubens is de olieverfschets Portret van een Afrikaan met een tulband die hij later verwerkte in zijn in 1609 gemaakte De Aanbidding der Koningen, die te zien in Museo Nacional del Prado in Madrid. Rubens heeft mogelijk voor deze serie ook een model gebruikt. Hij had de man waarschijnlijk in Rome gezien en portretteerde hem in olieverf. De zwarte koning is in het schilderij van Rubens opvallend weergegeven. Hij heeft een centrale plaats heeft gekregen, hij is de enige figuur die de toeschouwer aankijkt en daarnaast heeft hij een pronkend en exotische paradijsvogel op zijn hoofd. Het zijn bewuste keuzes die Rubens bij het schilderen heeft gemaakt die volledig in contrast staan met de voorgaande voorstellingen van de Aanbidding der koningen die hierboven staan beschreven.
Bronnen:
Kaplan, Paul H. D., "The Rise of the Black Magus in Western Art", Ann Arbor: UMI Research Press, 1985. 26-35
Kaplan, "The Rise of the Black Magus in Western Art". 65.
Kaplan, Paul H. D., "Black Africans in Hohenstaufen Iconography", vol. 26, no. 1, Gesta, 1987. 33
Allan, Scott & Gasparotto, Davide, Kerber,  Peter Björn, en Woollett  Anne T., "Masterpieces of Painting: J. Paul Getty Museum", Getty Publications, 2018. 26
Koerner, Joseph Leo, ‘"The Epiphany of the Black Magus circa 1500’" in The Image of the Black in Western Art, vol. 3, no.1, ed. David Bindman, Henry Louis Gates Jr. and Karen C. C. Dalton, Cambridge, MA: Belknap Press of Harvard University, 2010. 12-20
Patton, Pamela A., “Envisioning Others: Race, Color, and the Visual in Iberia and Latin America”, Brill Publishers, 2015
Blakely, Allison,”Blacks in the Dutch World: The Evolution of Racial Imagery in a Modern Society”, Indiana University Press, 1993
Kolfin, Elmer, Schreuder, Esther & Boele, Vincent, "Black is Beautiful: Rubens to Dumas", Amsterdam: De Nieuwe Kerk, Zwolle, Waanders, 2008
Schreuder, Esther,100x Congo: "Afrikanen in de schilderkunst van de Lage Landen’", MAS Antwerpen (Nederlandse uitgave), Tweede druk, 2021
Van Hout, Nico "Study Heads, Corpus Rubenianum Ludwig Burchard, vol. 2", Turnhout, Brepols, 2020

## Galerij van kunstwerken

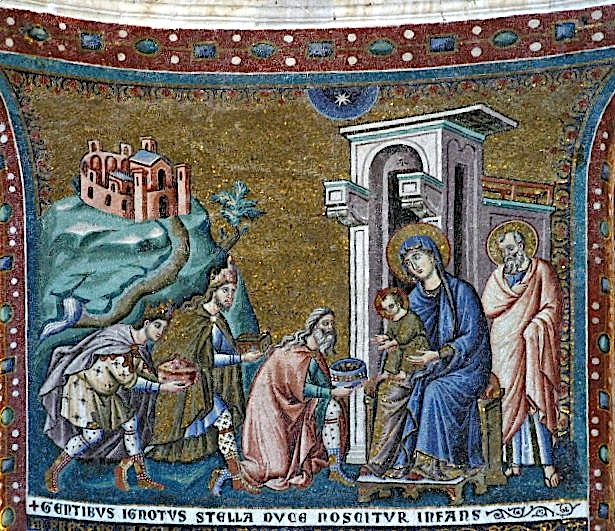
Middeleeuwse mozaïeken in de Santa Maria in Trastevere, Rome,
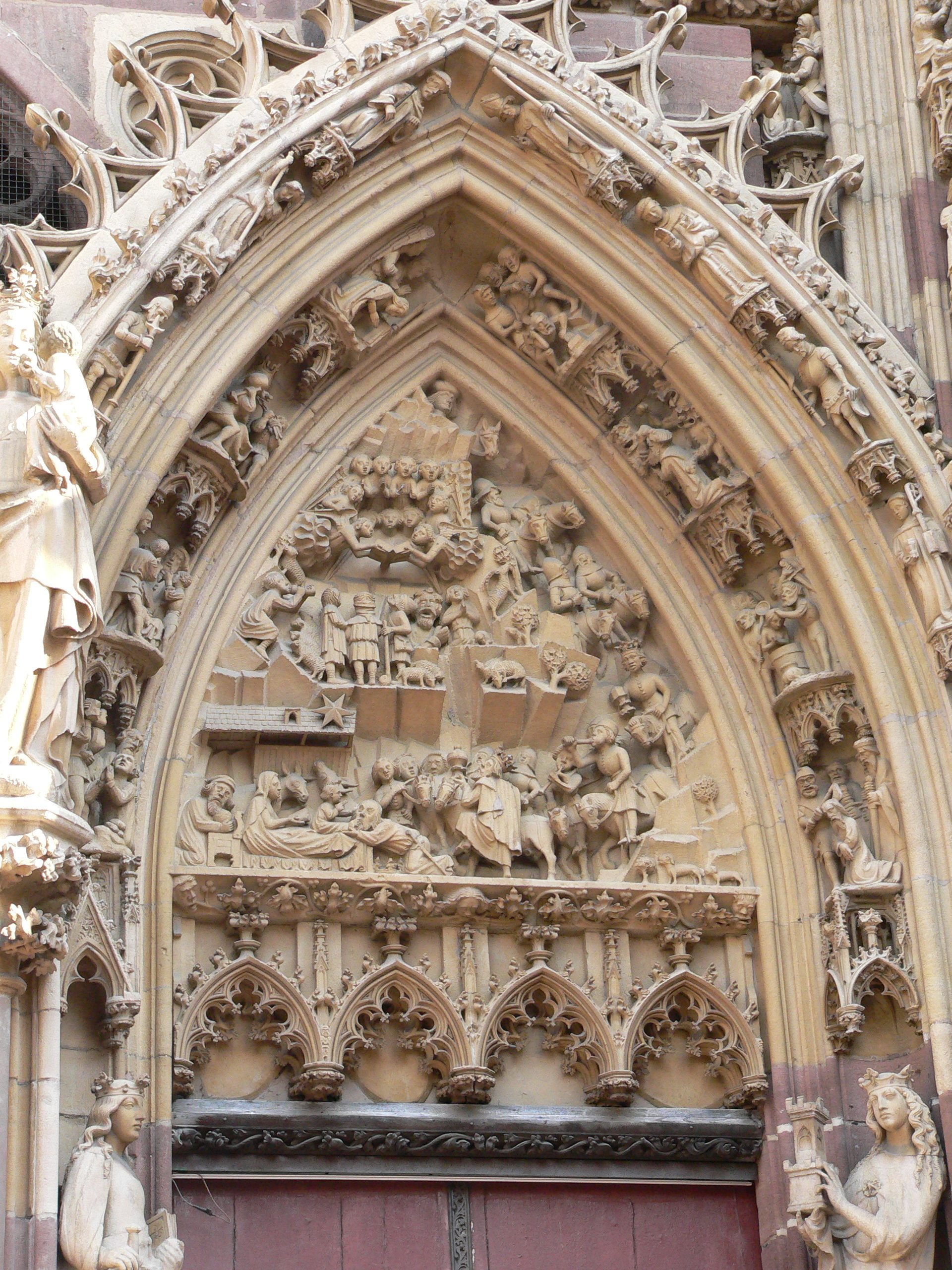
Kerk van Saint-Thiébaut, Thann, rond 1400
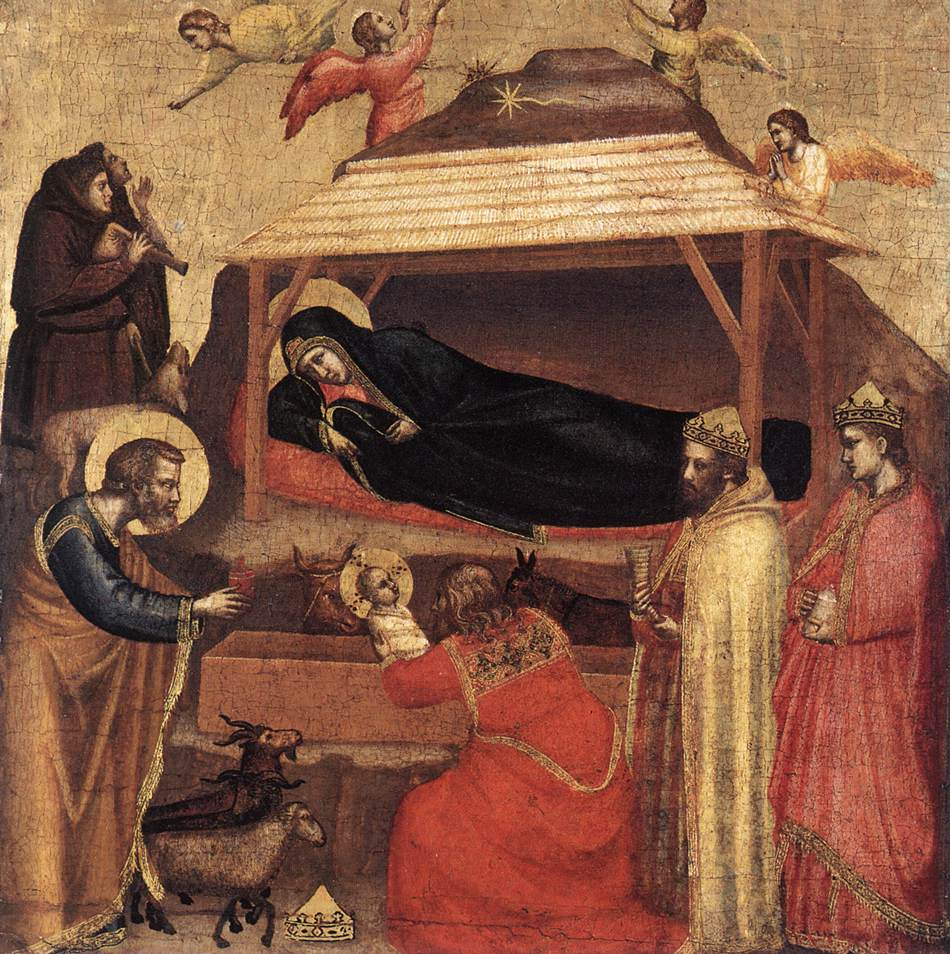
Giotto di Bondone, omstreeks 1320-25
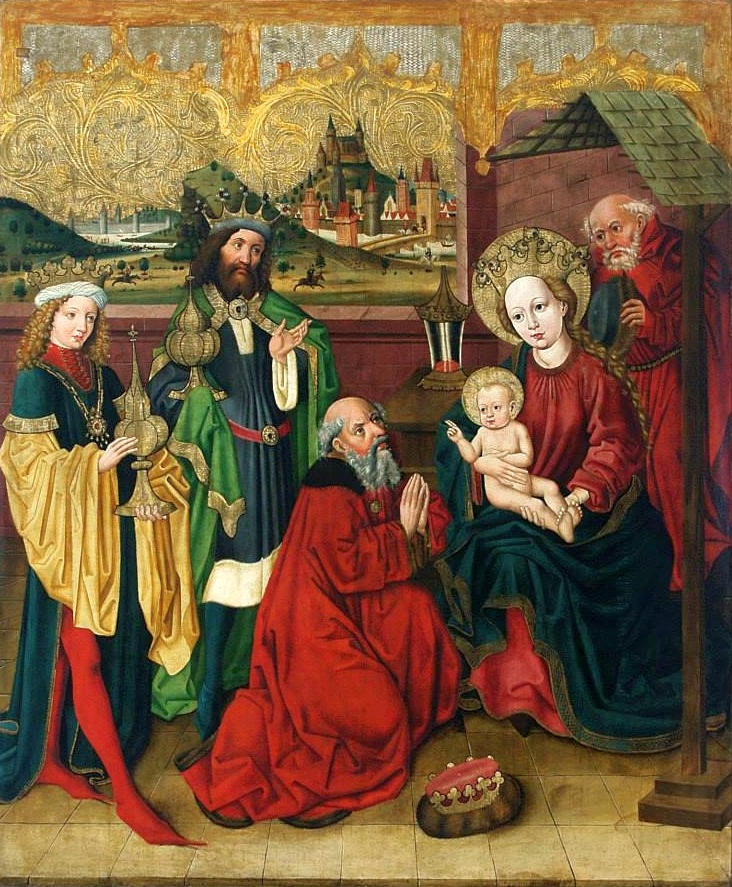
Nikolaus Obilman (1435–1488), omstreeks 1466
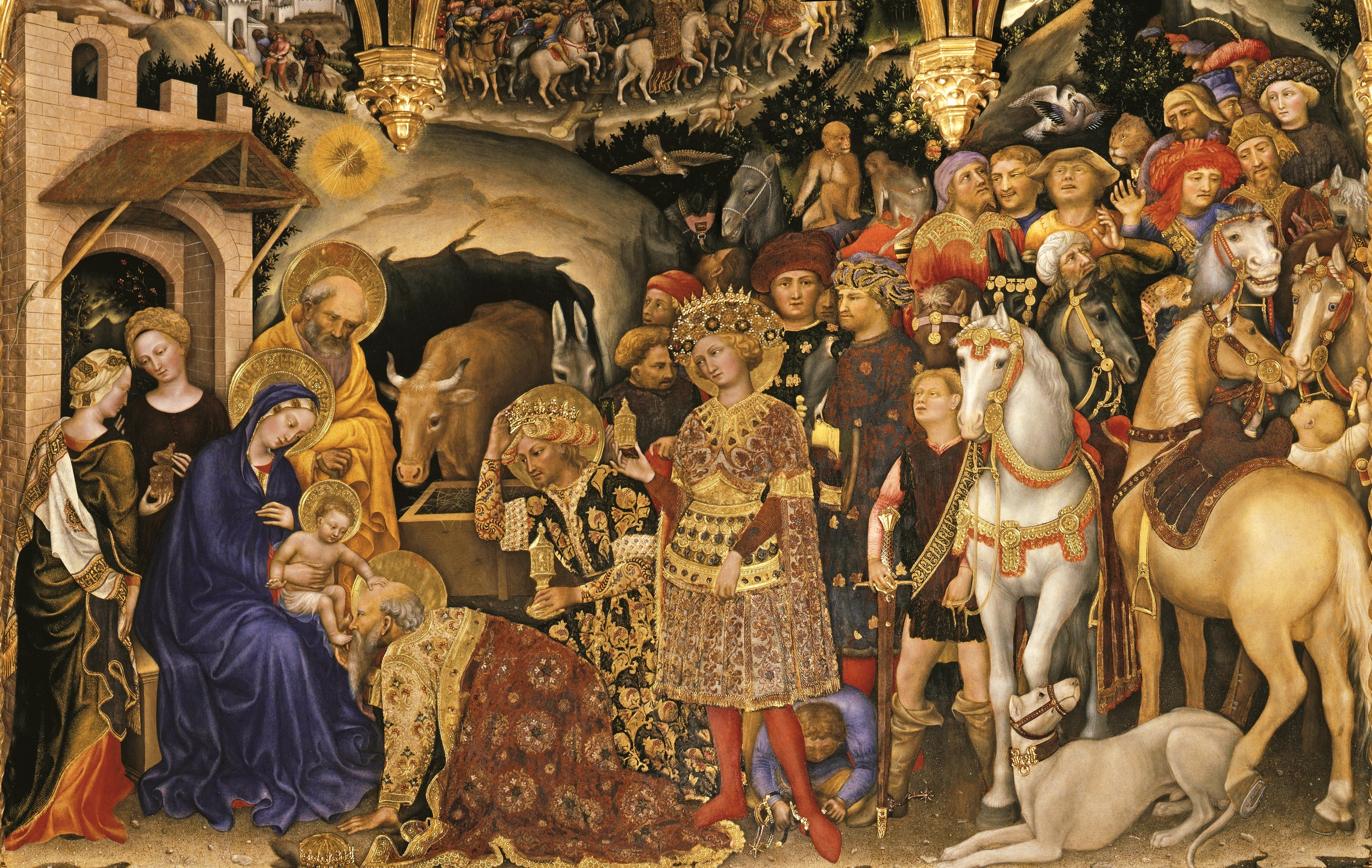
Gentile da Fabriano, 1423
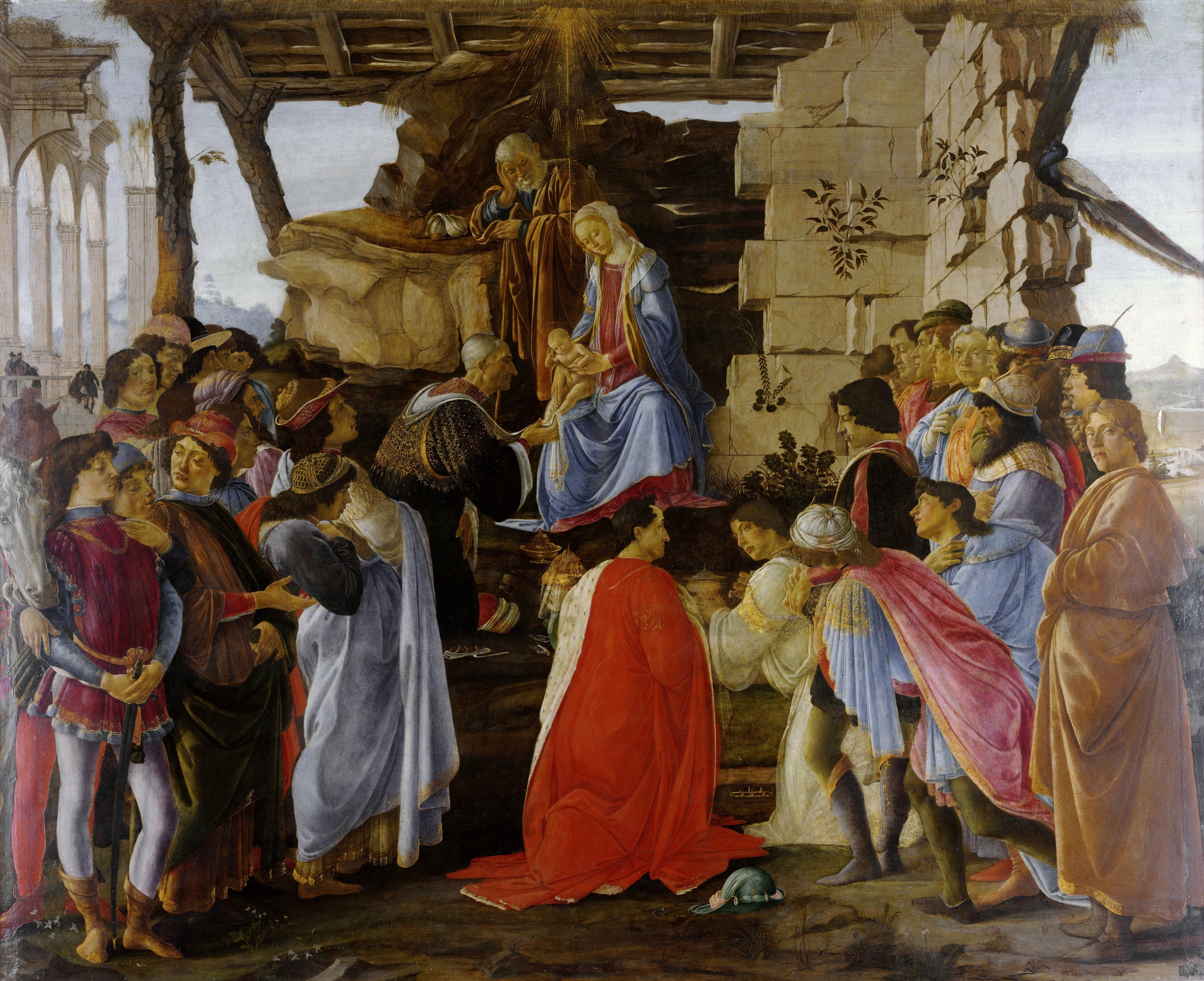
Sandro Botticelli, 1475
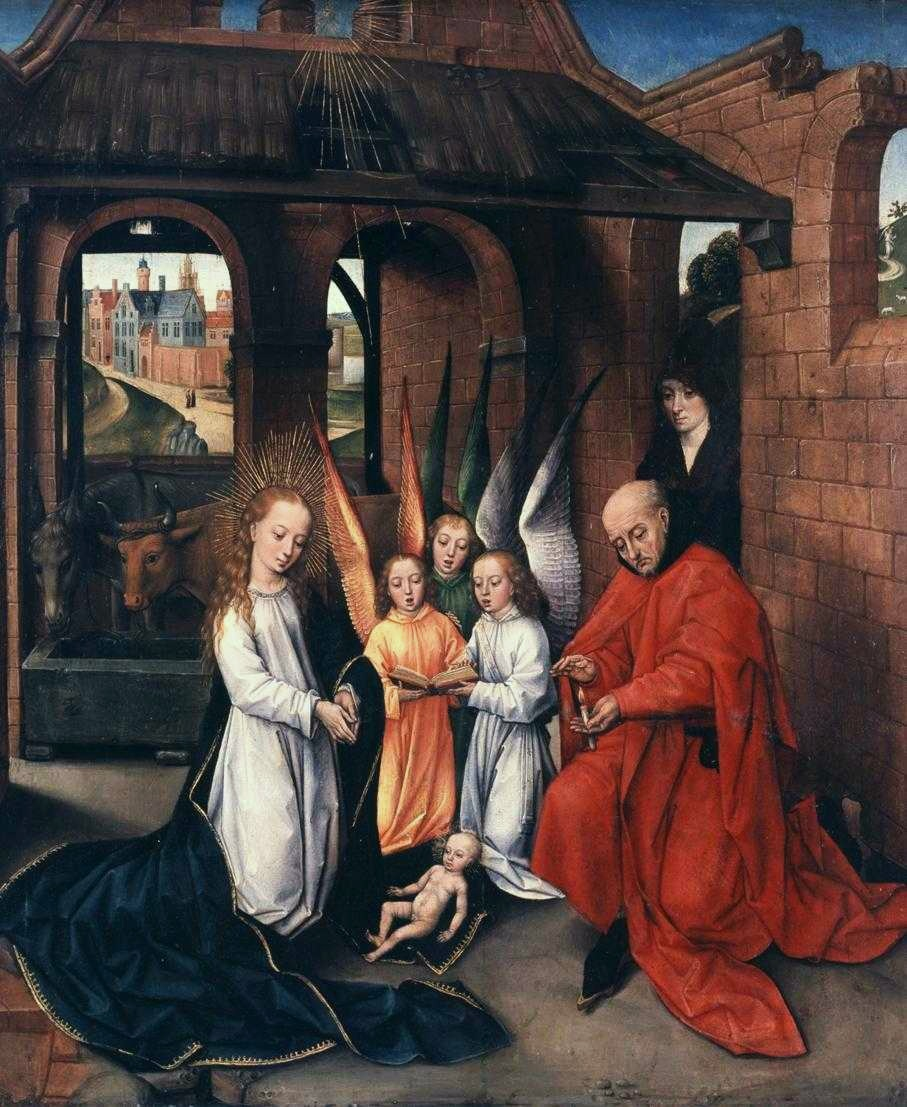
Aanbidding der Koningen, schilder onbekend
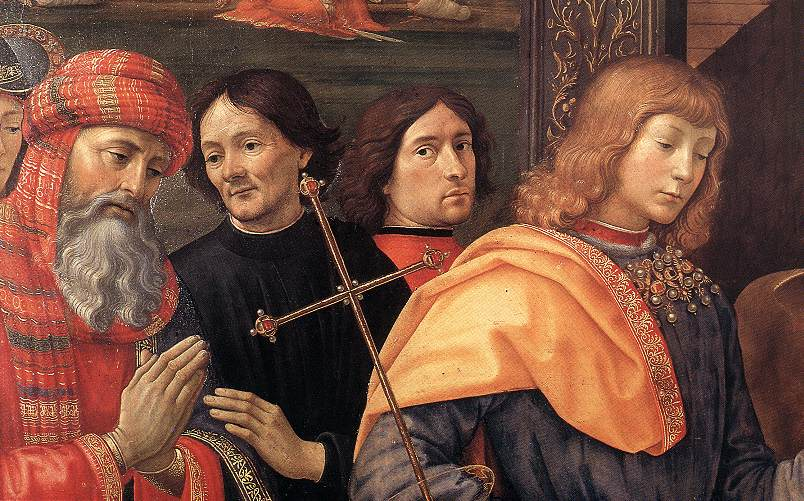
Domenico Ghirlandaio, 1488
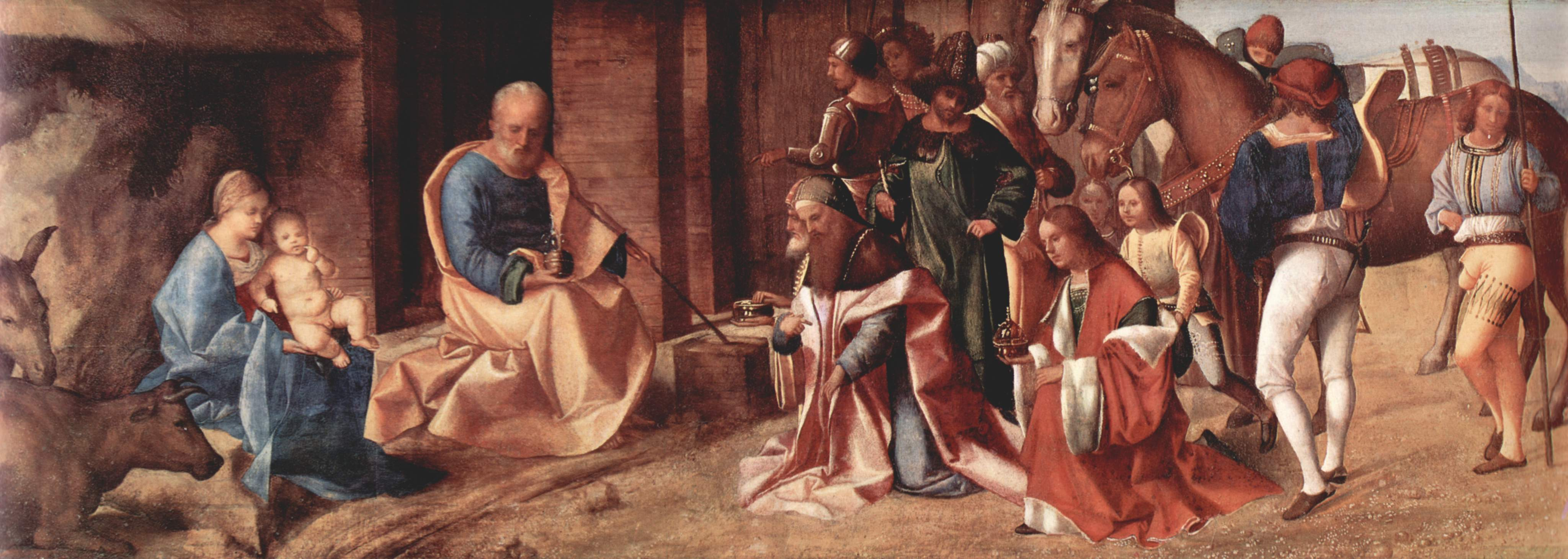
Giorgione, Aanbidding der Koningen, omstreeks 1505
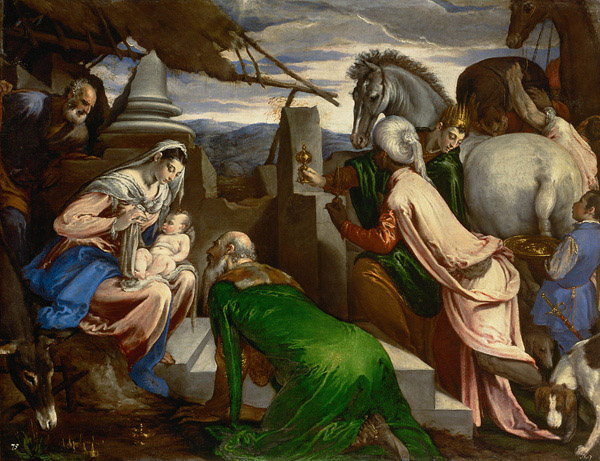
Jacopo da Ponte, 1563-1564
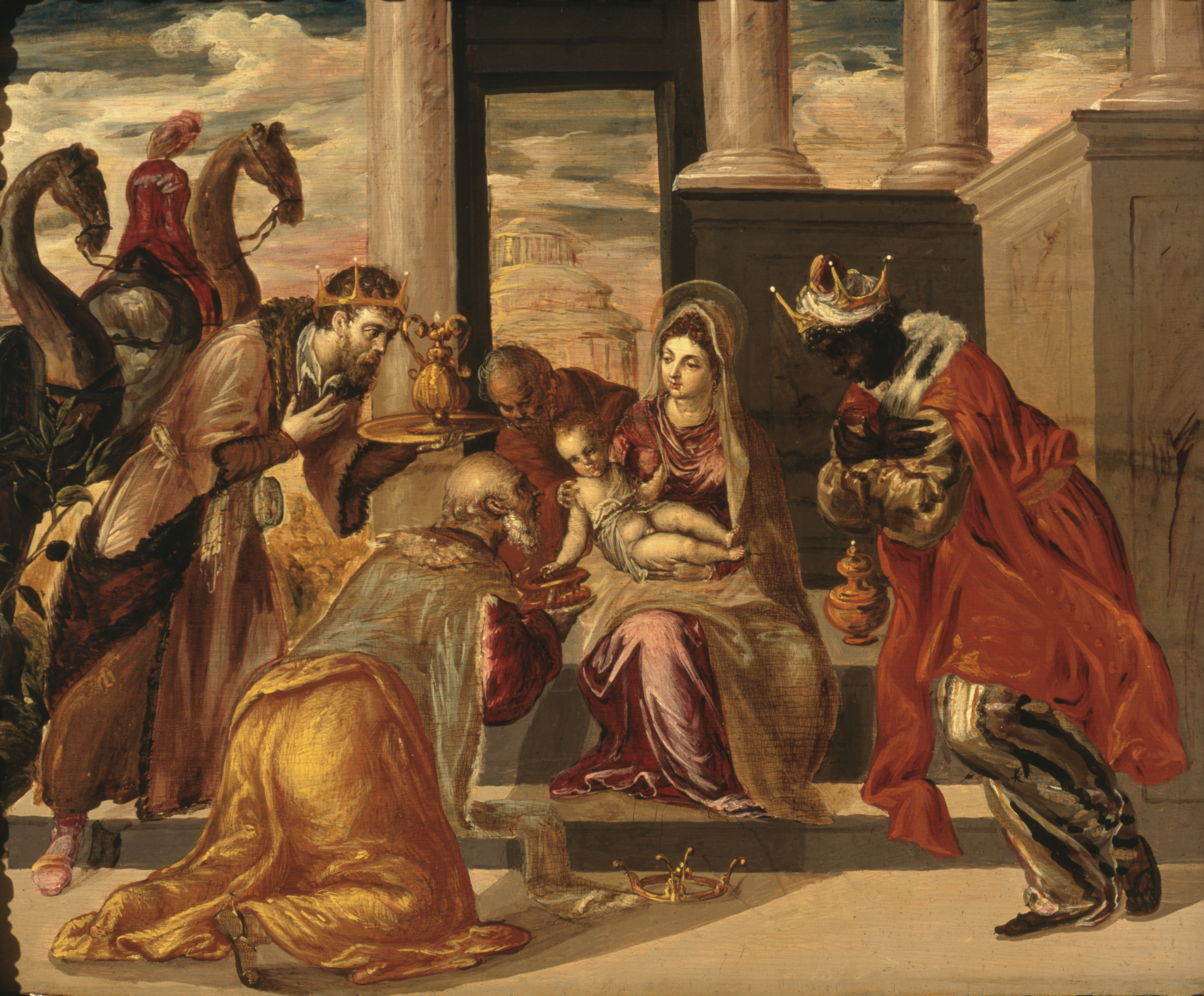
El Greco, 1568
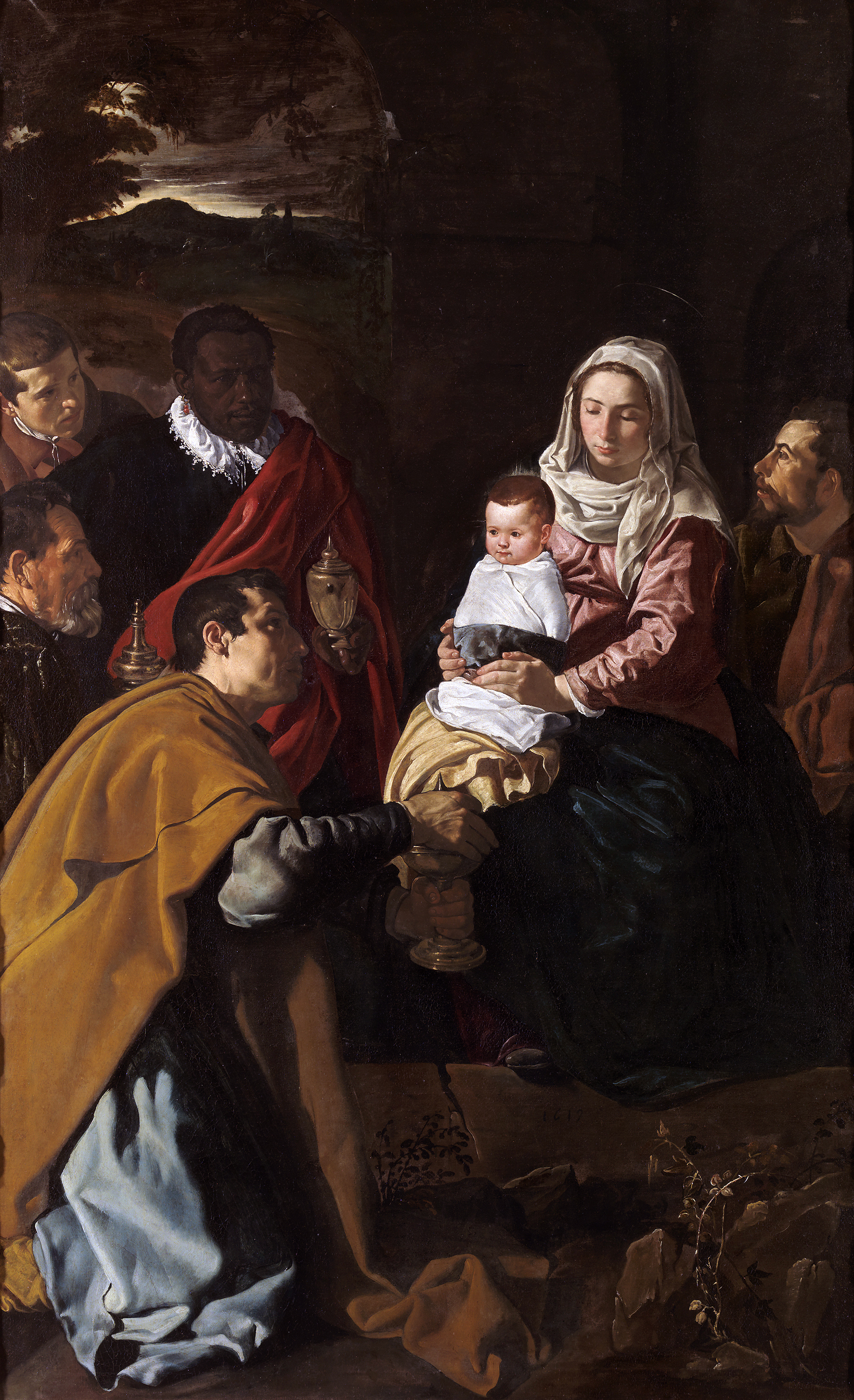
Diego Velázquez, 1619
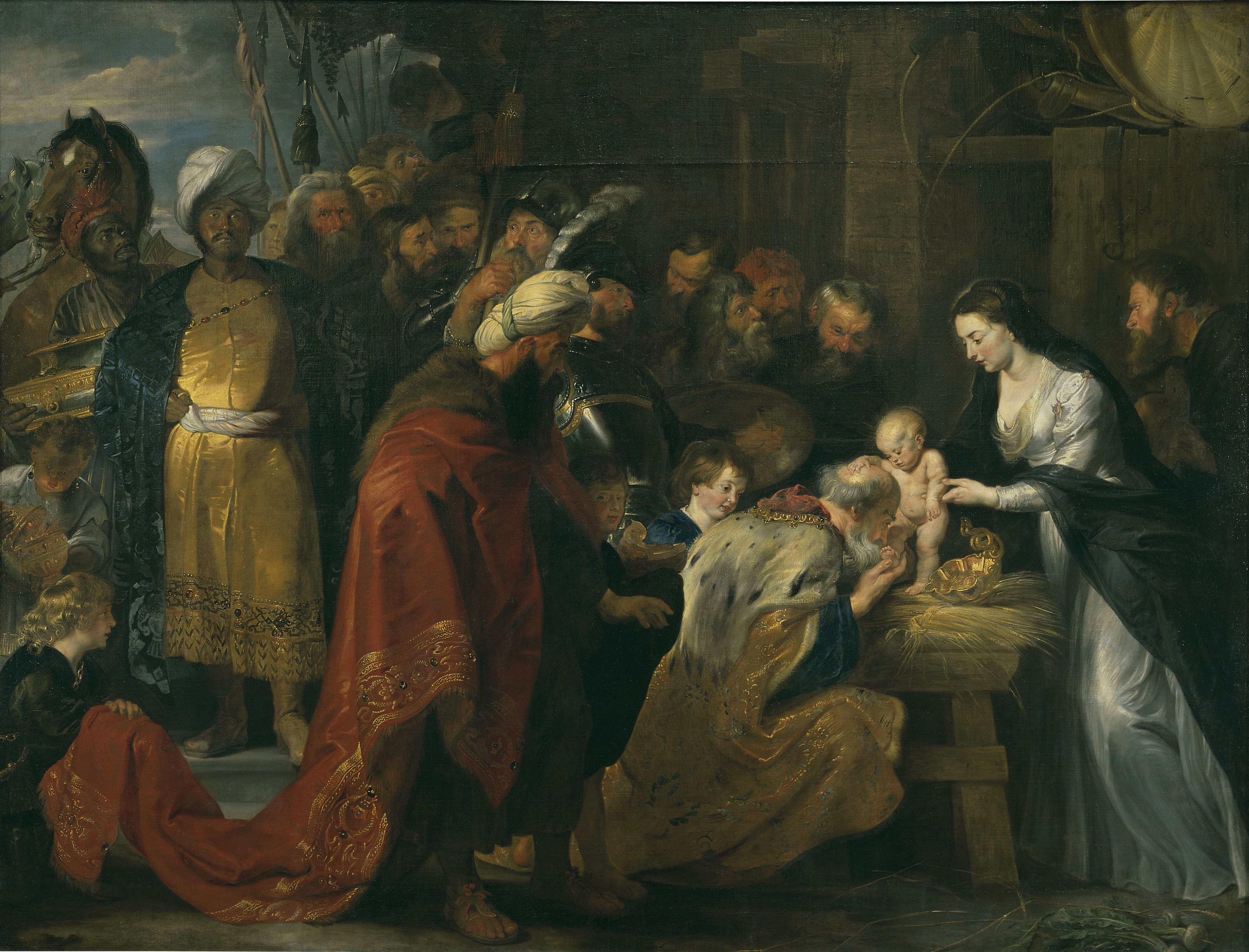
Rubens, omstreeks 1617-18
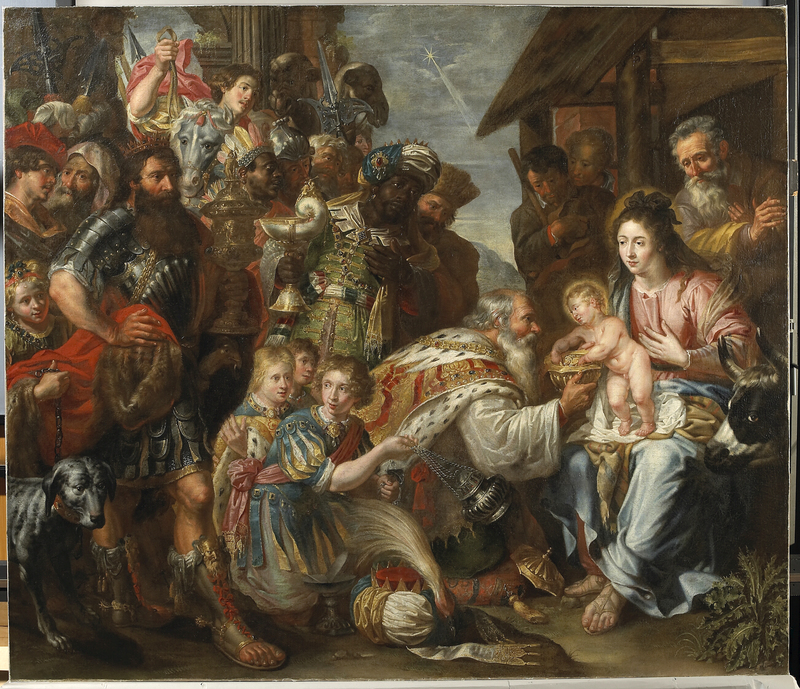
Pieter van Lint, 1630
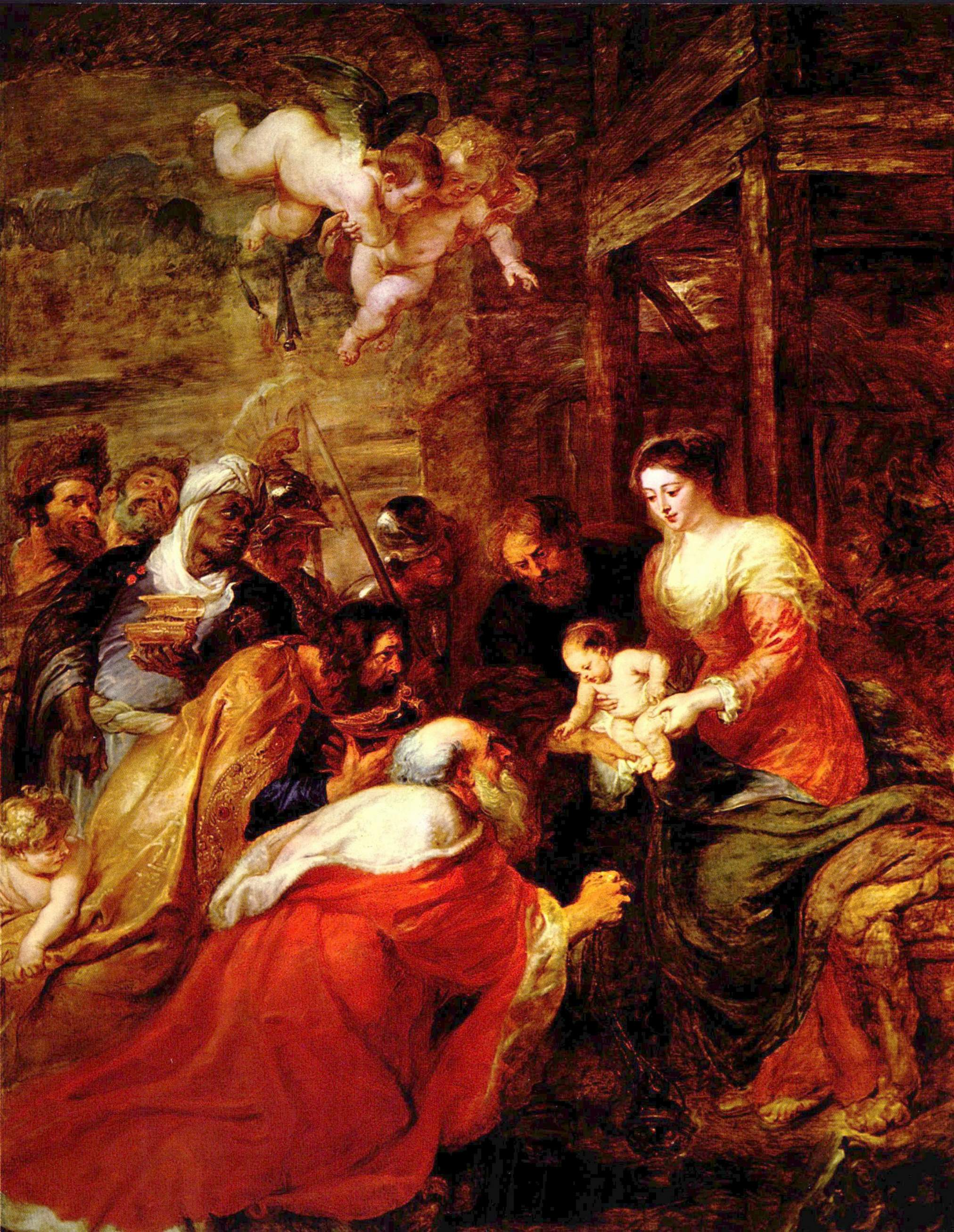
Rubens, 1634
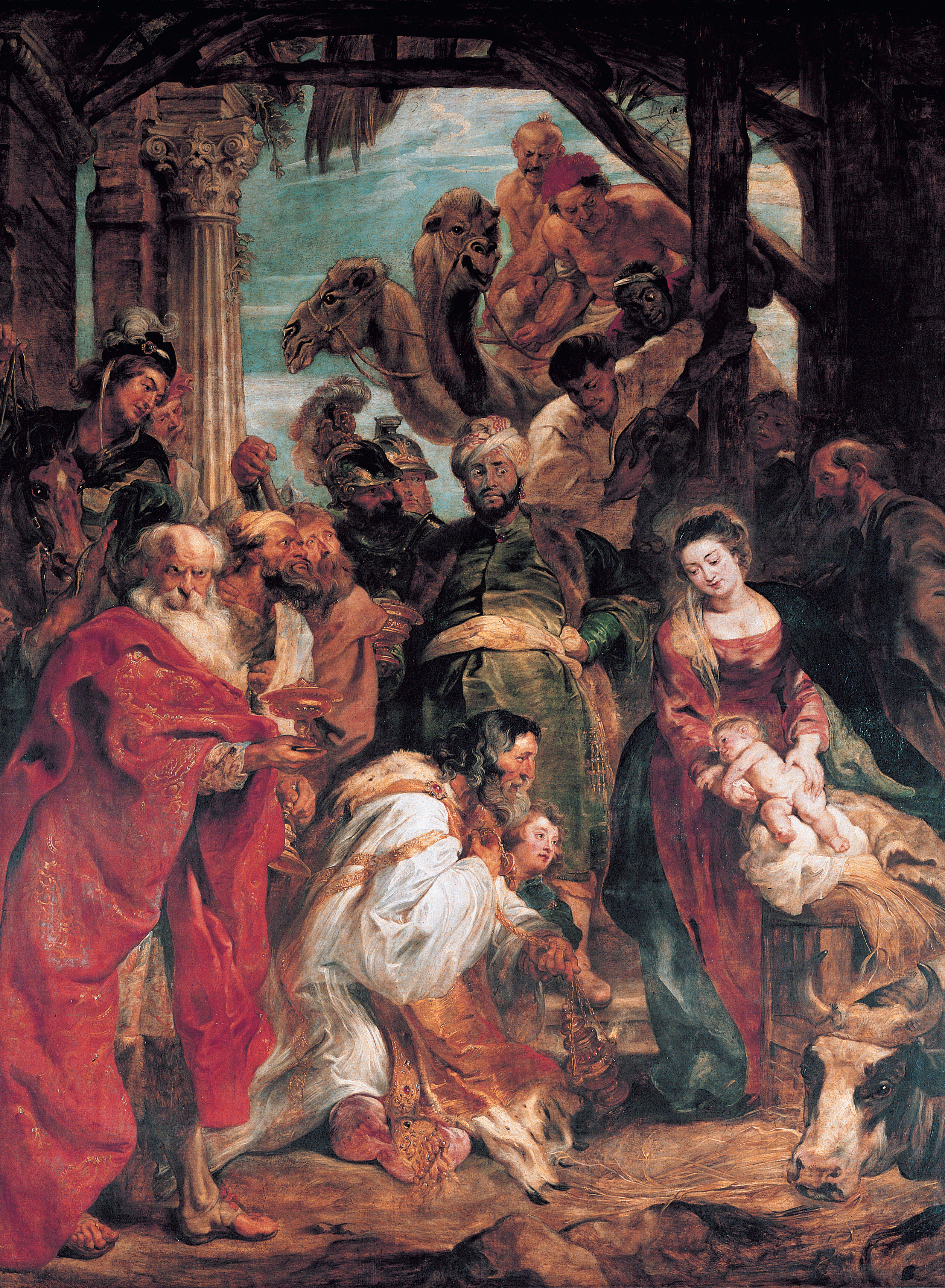
Rubens, Aanbidding door de Koningen, 1624
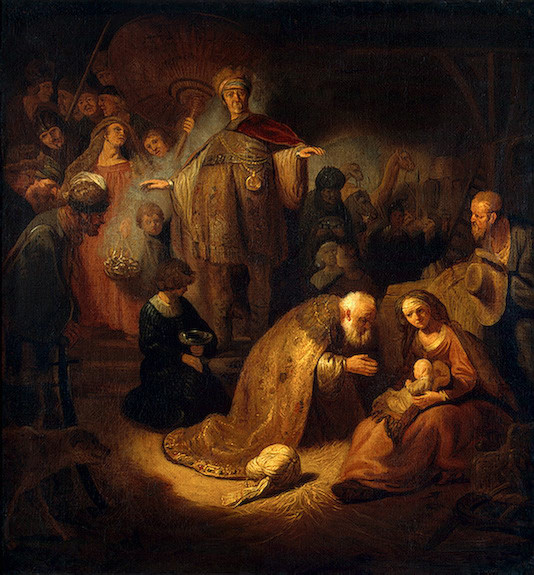
Rembrandt, 1632
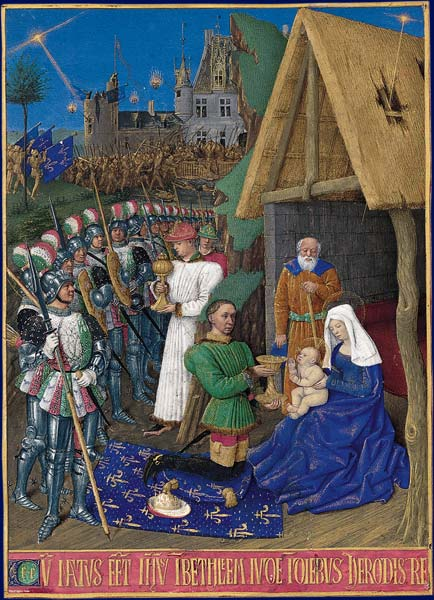
Door Jean Fouquet (een van de koningen is naar de beeltenis van Karel VII van Frankrijk)
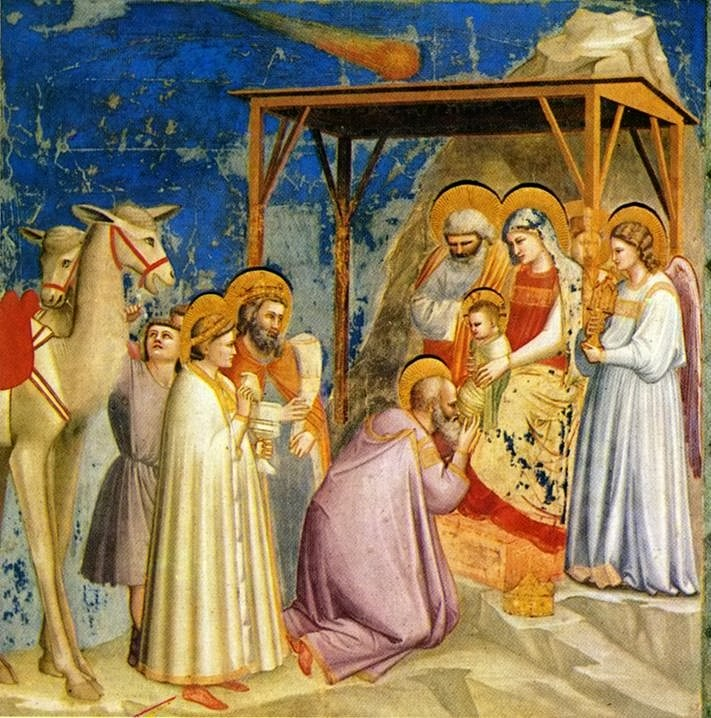
Aanbidding der Koningen, Giotto
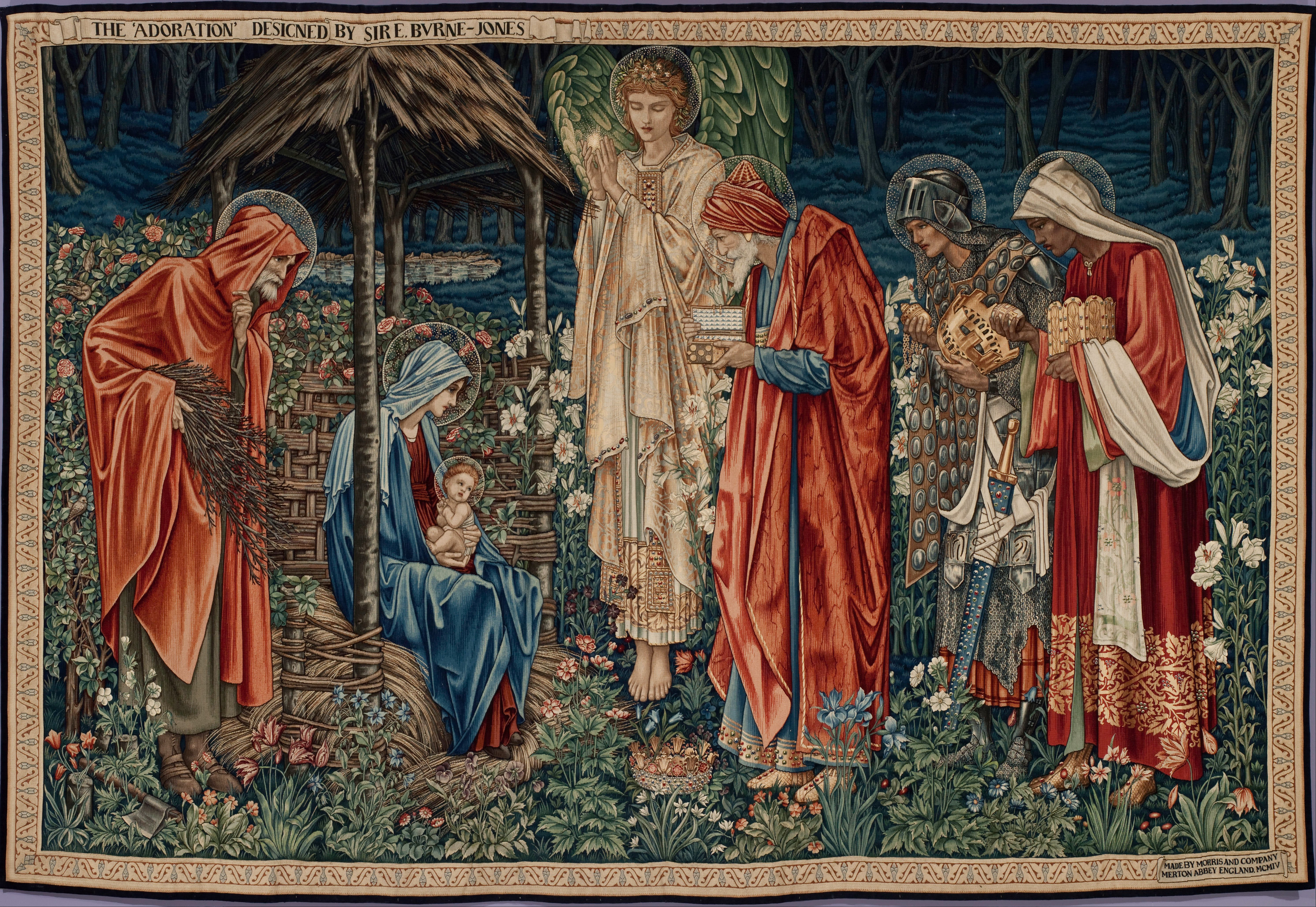
Aanbidding der Koningen, tapijt van Morris & Co., 1888–1894
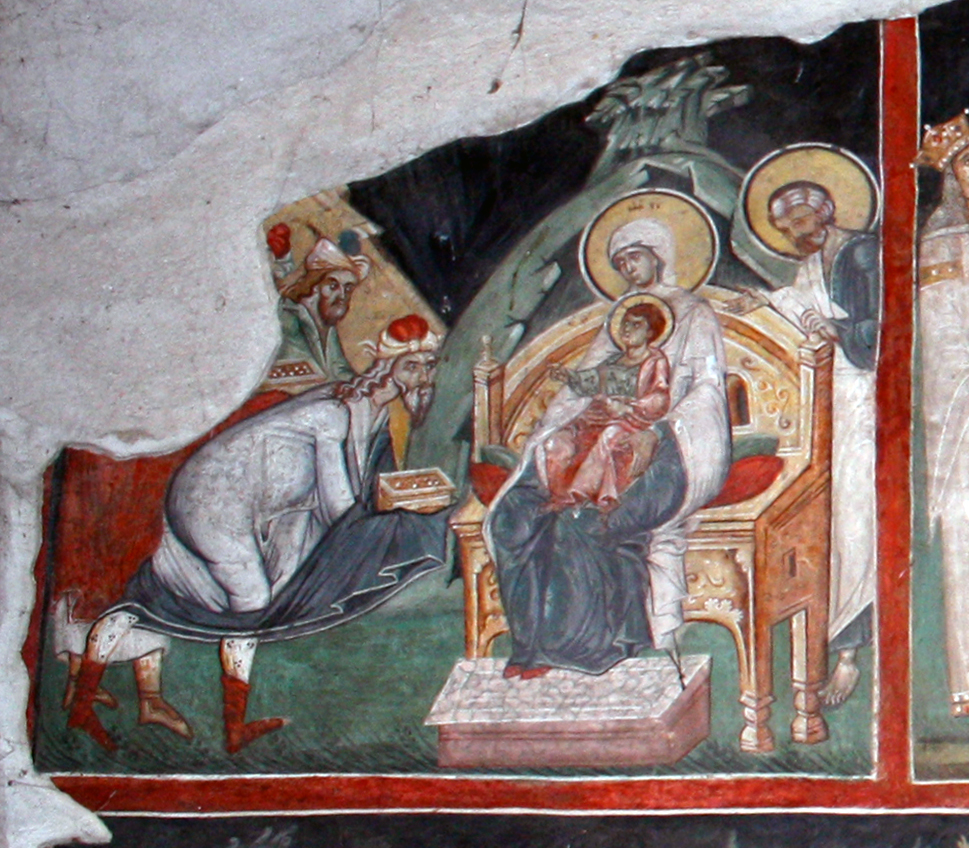
Deel van een middeleeuws fresco, Kremikovtsiklooster
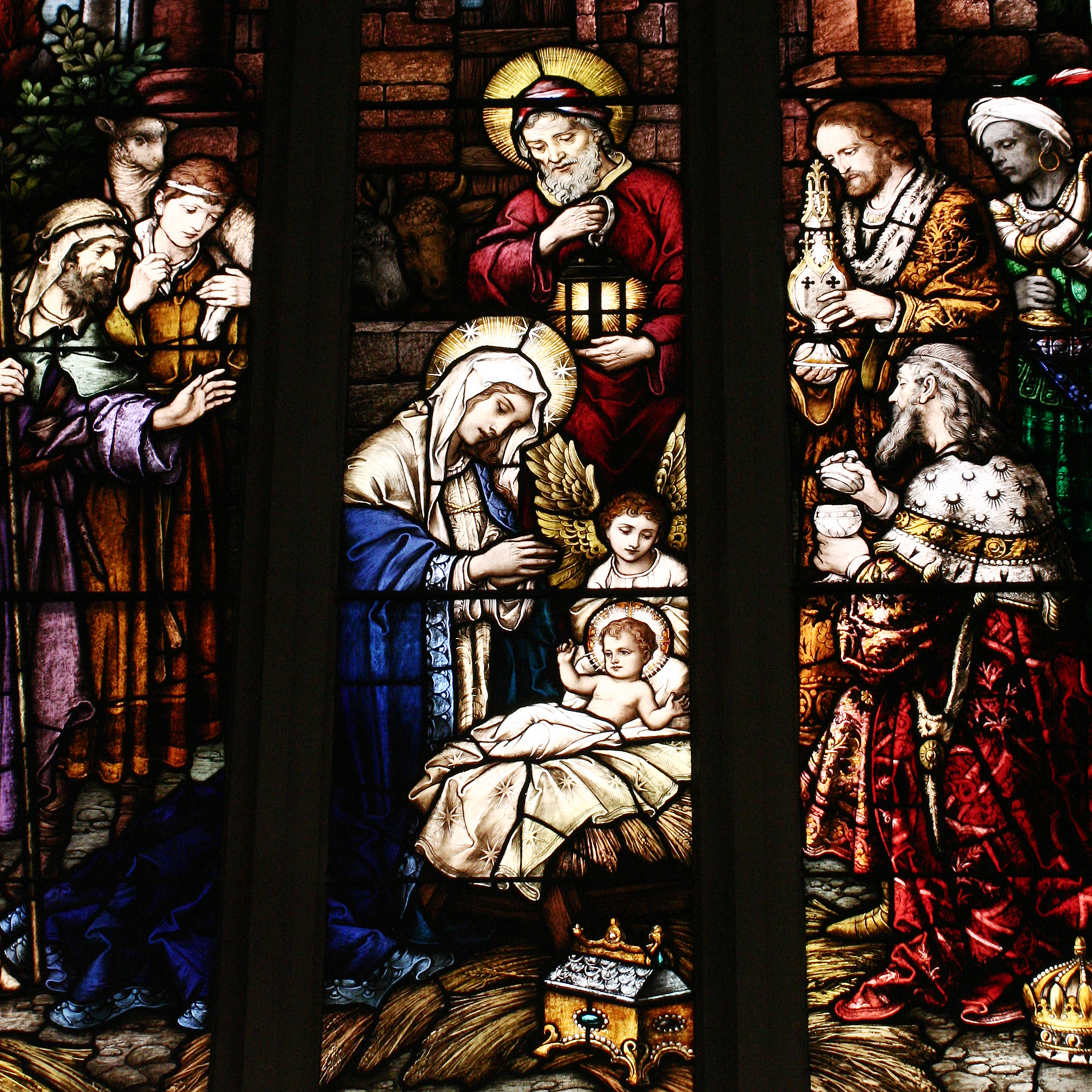
Glas-in-loodraam in de St. Michael's kathedraal in Toronto